# Arachnocephalus mediocris
Arachnocephalus mediocris är en insektsart som beskrevs av Lucien Chopard 1955. Arachnocephalus mediocris ingår i släktet Arachnocephalus och familjen Mogoplistidae. Inga underarter finns listade i Catalogue of Life.